# Эбал
Эбал (Ойбал, др.-греч. Οἴβαλος) — персонаж древнегреческой мифологии, царь Спарты. Сын Периера (сына Кинорта). Его женой была наяда Батия. По версии, его детьми были Тиндарей, Гиппокоонт и Икарий. По другой родословной, сын Кинорта, муж Горгофоны и отец Тиндарея. Святилище в Спарте.